# Mateusz Nowicki
Mateusz Juliusz Nowicki (ur. 12 marca 1972 w Warszawie) – polski pięcioboista nowoczesny. Mistrz świata w sztafecie (1992), medalista mistrzostw Polski.

## Życiorys
Był zawodnikiem MKS-MDK Warszawa (1979-1987), gdzie uprawiał pływanie, a następnie Legii Warszawa (1988-1997). Jego największym sukcesem w karierze było mistrzostwo świata w sztafecie w 1992 (z Andrzejem Giżyńskim i Dariuszem Mejsnerem). Był także wicemistrzem Polski (1995) i brązowym medalistą mistrzostw Polski (1993). W swoim dorobku posiada również mistrzostwo świata juniorów w drużynie (1992), wicemistrzostwo świata juniorów indywidualnie (1992) oraz brązowy medal mistrzostw świata juniorów w drużynie (1991).
W 1998 ukończył studia na Akademii Wychowania Fizycznego w Warszawie. Pracuje jako trener w UKS G-8 Bielany Warszawa.